# Cot Sibayu
Cot Sibayu är ett berg i Indonesien.   Det ligger i provinsen Aceh, i den västra delen av landet, 1 800 km nordväst om huvudstaden Jakarta. Toppen på Cot Sibayu är 109 meter över havet.
Terrängen runt Cot Sibayu är varierad. Runt Cot Sibayu är det ganska glesbefolkat, med 35 invånare per kvadratkilometer. I omgivningarna runt Cot Sibayu växer i huvudsak städsegrön lövskog.